# 瑞典戴维斯杯代表队
瑞典戴维斯杯代表队是瑞典男子网球队参加戴维斯杯的队伍，由瑞典网球协会负责管理和组织参赛。
瑞典队首次独立参加戴维斯杯是在1925年。瑞典队在1975年、1984年、1985年、1987年、1994年、1997年和1998年获得7次冠军，是戴维斯杯历史上排名第5的代表队。